# Pernell Roberts
Pernell Roberts (Waycross, 18 maggio 1928 – Malibù, 24 gennaio 2010) è stato un attore e cantante statunitense.
Apparso in oltre 60 serie televisive, è meglio conosciuto per i ruoli di Adam Cartwright, il figlio maggiore di Ben Cartwright nella serie televisiva Bonanza (1959-1965), e del capo chirurgo John McIntyre, il personaggio che dà il titolo alla serie Trapper John (1979-1986).
Noto anche per il suo attivismo, Roberts  partecipò alle marce da Selma a Montgomery nel 1965 e fece pressioni sulla NBC per scoraggiare il ricorso ad attori bianchi per interpretare personaggi di minoranze etniche.

## Biografia
Nacque nel 1928 a Waycross, in Georgia, l'unico figlio di Pernell Elven Roberts Sr., un venditore di Dr Pepper, e Minnie (Betty) Myrtle Morgan Roberts. Durante gli anni del liceo, suonò il corno, recitò in rappresentazioni scolastiche e in chiesa e cantò in spettacoli locali. Frequentò la Georgia Tech senza laurearsi. Arruolatosi nel 1946, prestò servizio per due anni nel Corpo dei Marines degli Stati Uniti. Suonava la tuba e il corno nella banda della Marina, ed era anche abile nel suonare il sousafono e le percussioni. In seguito frequentò, ancora una volta senza laurearsi, l'Università del Maryland, dove ebbe la sua prima esperienza di recitazione nel teatro classico. Apparve in quattro produzioni mentre era studente, tra cui Otello e Antigone, ma lasciò la scuola per recitare nel teatro estivo.
Nel 1949 fece il suo debutto sul palcoscenico come attore professionista con Moss Hart e Kitty Carlisle in The Man Who Came to Dinner all'Olney Theatre di Olney, nel Maryland. In seguito, trascorse otto settimane al Bryn Mawr College Theatre di Filadelfia, interpretando Dan in Night Must Fall di Emlyn Williams e Alfred Doolittle in Pigmalione di George Bernard Shaw.
Nel 1952 si trasferì a New York, dove apparve per la prima volta nel circuito off-Broadway in opere e balletti in un atto con il North American Lyric Theatre, con gli Shakespearewrights, all'Equity Library Theatre, e successivamente a Broadway con spettacoli come Tonight in Samarcanda (anche a Washington, DC), The Lovers con Joanne Woodward e A Clearing in the Woods con Robert Culp e Kim Stanley. Nel 1955 vinse un Drama Desk Award per la sua interpretazione off-Broadway di Macbeth, seguita dal ruolo di Mercuzio in Romeo e Giulietta. Si esibì in La dodicesima notte, Il mercante di Venezia, Il dottor Faustus e La bisbetica domata all'American Shakespeare Festival, e successivamente a Broadway. Si esibì in St. Joan (1954, Cleveland), Down in the Valley (al Provincetown Playhouse ), La duchessa di Amalfi, Misura per misura e Re Giovanni.
Nel 1956 tornò all'Olney Theatre, recitando al fianco di Jan Farrand in Molto rumore per nulla con il gruppo Players, Inc.. Lo stesso anno fece il suo debutto televisivo nell'episodio Shadow of Suspicion della serie antologica Kraft Television Theatre, seguito da ruoli da guest star in Avventure in elicottero, Gunsmoke, Cimarron City, Buckskin, Sugarfoot e Cheyenne.
Nel 1957 firmò un contratto con la Columbia Pictures e fece il suo debutto cinematografico nel ruolo di uno dei figli controversi di Burl Ives in Desiderio sotto gli olmi (1958), film che fu candidato all'Oscar per la miglior fotografia. Ottenne un ruolo da protagonista in La legge del più forte (1958), al fianco di Glenn Ford e Shirley MacLaine, e continuò a recitare in spettacoli televisivi come Shirley Temple Storybook Theatre (episodi "I vestiti nuovi dell'imperatore", "Tremotino", "La bella addormentata nel bosco", e "Hiawatha"), il live broadcast Matinee Theatre, in cui recitò di nuovo in Molto rumore per nulla di Shakespeare e in Il desiderio del cuore, oltre ad apparizioni in Trackdown e in alcuni episodi de I racconti del West. Interpretò il ruolo del capitano Jacques Chavez nella serie di avventure della NBC Northwest Passage (1958), apparve con Fay Spain nell'episodio "Pick Up the Gun" di Tombstone Territory e interpretò il cattivo principale nel 31º episodio di Have Gun - Will Travel, interpretando un boss killer, sfruttatore di operai coolie cinesi.
Nel 1959 recitò in episodi di General Electric Theatre, Cimarron City, Sugarfoot, Lawman, Alcoa Presents: One Step Beyond, Bronco, Indirizzo permanente, I detectives e House Call. Sempre nel 1959 recitò nel film western L'albero della vendetta. "Se Roberts si è sentito tipico dei western, hanno anche fornito il suo ruolo migliore in questo film, probabilmente il più grande dei film di serie B con Randolph Scott e diretto da Budd Boetticher. Roberts ha riconosciuto la struttura classica del film; il suo avvincente fuorilegge, Sam Boone, fa da contrappunto alla brigata Ben dalla faccia granitica di Scott, mantenendo la tensione sul fatto che lavoreranno insieme o si scontreranno. Allo stesso modo ha interpretato James Coburn, che stava facendo il suo debutto cinematografico come il tranquillo aiutante di Boone, Whit." Lo stesso anno venne scelto per Bonanza.

### Bonanza

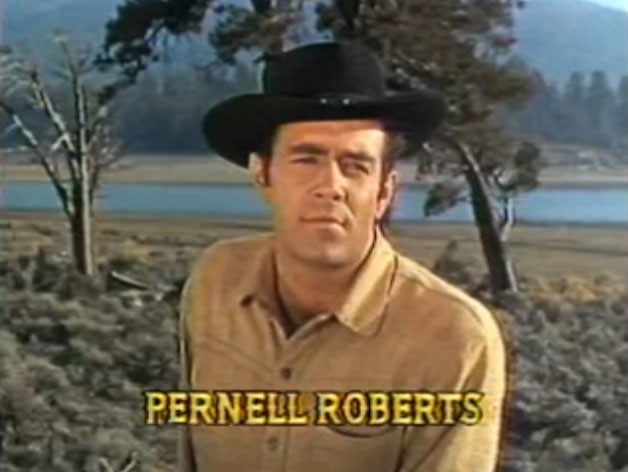
Pernell Roberts nella parte di Adam

Roberts interpretò Adam, il figlio maggiore di Ben Cartwright, nella serie televisiva Bonanza. A differenza dei suoi fratelli, Adam era un ingegnere architettonico laureato.
Essendo stato in gran parte "un attore di teatro, abituato com'era a una dieta rigorosa dei classici"  e a muoversi liberamente da una parte all'altra, trovò la "transizione a una serie televisiva", interpretando lo stesso personaggio, "senza cambi d'abito", difficile.  "Forse non è stato sorprendente che, nonostante l'enorme successo, abbia lasciato Bonanza dopo la stagione 1964-1965, criticando il contenuto ingenuo dello spettacolo e la mancanza di attori di una qualche minoranza etnica...". Lo ha particolarmente angosciato il fatto che il suo personaggio, un uomo sulla trentina, abbia dovuto sottostare continuamente ai desideri del padre vedovo,  e secondo quanto riferito non gli piaceva la serie stessa, definendola televisione "spazzatura"  e accusando la NBC di "perpetuando banalità e contribuendo alla disumanizzazione dell'industria". L'altrettanto autocritico Roberts ("Credo che non sarò mai soddisfatto del mio lavoro" ), "aveva a lungo disdegnato la commercializzazione della sua arte e la mentalità di produzione di massa e catena di montaggio". Frustrato da Bonanza e arrabbiato, nel 1965 disse a un giornalista: "Mi sento un aristocratico nel mio campo di attività. Il mio far parte di Bonanza è stato come Isaac Stern seduto con Lawrence Welk".
In interviste successive, negò le dichiarazioni su Bonanza a lui attribuite. "Non mi piaceva più Bonanza ... ma non ho mai detto quelle cose che la gente mi ha attribuito". Era, tuttavia, "troppo intelligente per non riconoscere le sue debolezze". In un'intervista del 1963, chiese a un giornalista: "Non è un po' sciocco per tre maschi adulti dover chiedere il permesso del padre per tutto ciò che fanno?"  "Mi dissero che i quattro personaggi (Lorne Greene, il patriarca Ben, Dan Blocker e Michael Landon come i suoi fratelli) sarebbero stati accuratamente definiti e le sceneggiature preparate con cura; niente di tutto questo è mai successo", si lamentò all'Associated Press nel 1964. Obiettò come Bonanza ritraesse il rapporto tra il "padre" ed i "figli" adulti, descrivendolo come "adolescenziale".  
Ha riconosciuto le ragioni dell'appello di Bonanza, ma ha sottolineato il suo bisogno personale di trame con maggiore rilevanza sociale, temi per adulti e dialoghi. Voleva che Bonanza fosse "un po' più adulto" (Mike Douglas Show, 1966). Ha anche notato che non era adatto all'"aspetto procedurale" e "confinante" della serie televisiva, un altro motivo della sua insoddisfazione, mentre era nello show. (Mike Douglas Show, 1966)
Nutriva grandi speranze per ciò che avrebbe potuto contribuire a Bonanza ed è rimasto deluso dalla direzione dello spettacolo e dai limiti imposti al suo personaggio Bonanza e alla sua gamma di recitazione. In un'intervista a un giornale, ha detto: "Non sono cresciuto affatto dall'inizio della serie... Ho un ruolo impotente. Ovunque mi giri c'è l'immagine del padre."
Alla fine, dopo disaccordi con scrittori e produttori sulla qualità delle sceneggiature, della caratterizzazione e il rifiuto di Bonanza di permettergli di esibirsi altrove mentre era sotto contratto, Roberts "ha voltato le spalle alla saggezza di Hollywood e ai consigli ben intenzionati" e se ne è andato, in gran parte per tornare al teatro legittimo.
Ha rispettato, ma non ha prolungato il suo contratto di sei anni per Bonanza, e quando ha lasciato la serie, il suo personaggio è stato eliminato con la spiegazione che Adam si era "trasferito". Episodi successivi hanno suggerito in vario modo che Adam fosse "in mare", si fosse trasferito in Europa, o fosse sulla costa orientale, a gestire quella parte dell'attività di famiglia. L'ultimo episodio su cui Pernell Roberts ha lavorato è stato "Dead and Gone", andato in onda il 4 aprile 1965. È apparso nei successivi due, che sono stati girati prima di "Dead and Gone" - "A Good Night's Rest", dell'11 aprile 1965, e "To Own The World", del 18 aprile 1965. Adam Cartwright è stato menzionato in alcune occasioni nella serie (incluso un episodio del 1967 andato in onda solo il 4 aprile 1971 ("Kingdom of Fear"). Nelle interviste televisive, Roberts ha detto che sarebbe rimasto con Bonanza, se gli fosse stato permesso di farlo a tempo parziale per consentirgli di tornare a teatro.  Il produttore di Bonanza David Dortort ha descritto Roberts come "ribelle, schietto... e distaccato", ma come uno che "potrebbe fare qualsiasi scena in cui si trovava meglio..." . In una successiva intervista all'archivio, si è pentito di non aver insistito su un "matrimonio per Adam". Ha aggiunto: "Devo confessare... Sono stato troppo duro con lui. Non lo apprezzavo. Sapevo che era bravo, ma non mi rendevo conto che fosse così bravo... niente di meglio." Negli ultimi due film di Bonanza, andati in onda sulla NBC nei primi anni '90, la trama affermava che Adam, ora in Australia, aveva eguagliato il successo di suo padre, dominando il settore dell'ingegneria e delle costruzioni.
Era l'unico cantante affermato del cast originale, sebbene David Canary, che si unì a Bonanza nel 1967, avesse un background nella voce e si esibisse a Broadway. Durante gli anni di Bonanza di Roberts, ha registrato Come All Ye Fair and Tender Ladies, un album di musica folk, che AllMusic definisce "...il lato più morbido e lirico della musica folk - piacevole e non impegnativo, ma piuttosto gratificante nel suo modo senza pretese." L'album, pubblicato da RCA Records e arrangiato da Dick Rosmini, è disponibile su CD solo come parte del quarto disco del cofanetto di 4 CD Bonanza su Bear Family Records.
Negli album del cofanetto Bonanza, Roberts canta anche "Early One Morning", "In the Pines", "The New Born King", "The Bold Soldier", "Mary Ann", " They Call the Wind Maria ", " Sylvie", "Lily of the West", "The Water is Wide", "Rake and a Ramblin' Boy", "A Quiet Girl", "Shady Grove", "Alberta" e "Empty Pocket Blues".

### Dopo Bonanza

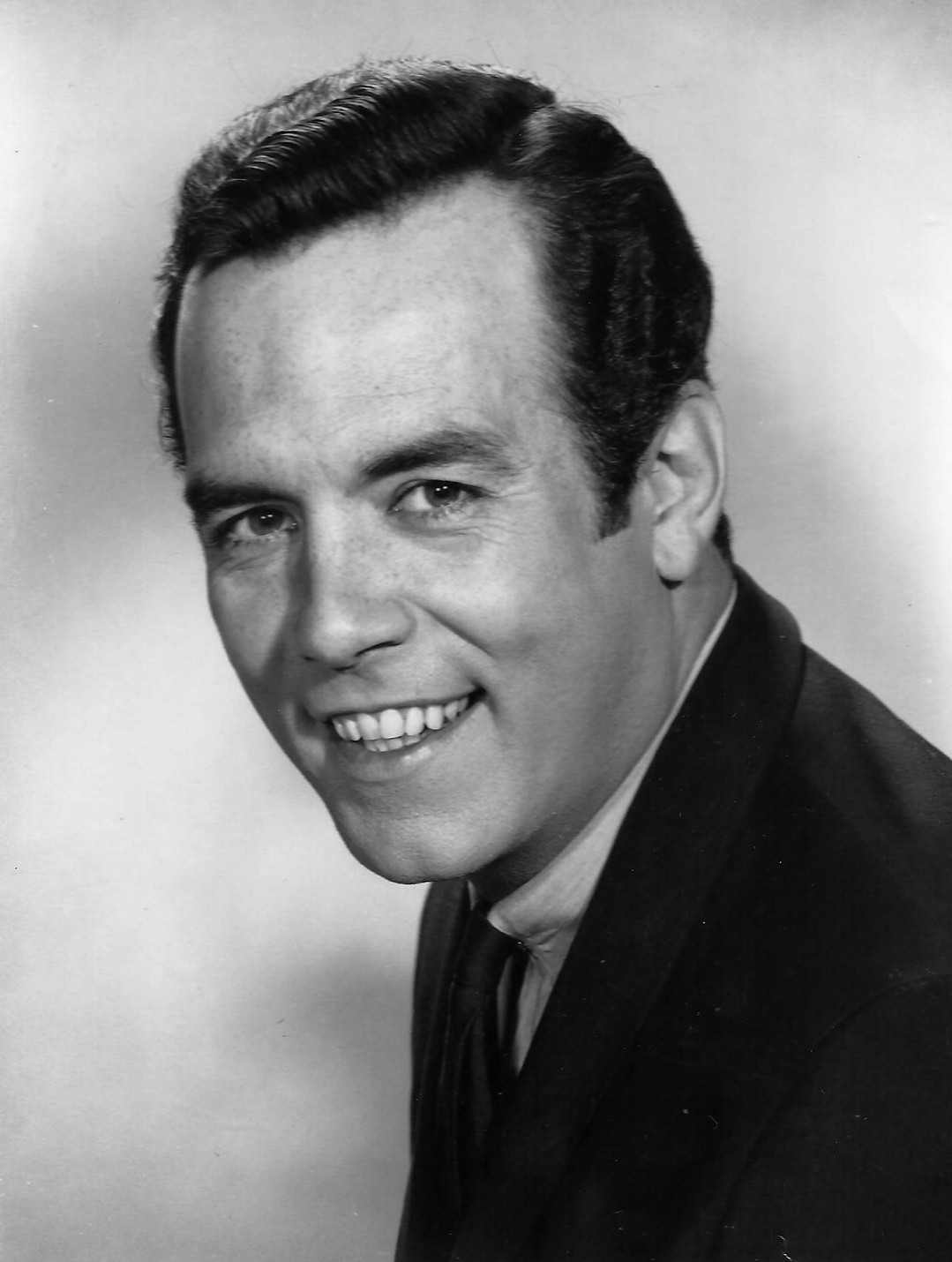
Pernell Roberts, 1965

Dopo Bonanza, Roberts recitò in rappresentazioni teatrali estive, nei teatri regionali e in serie TV a episodi, che gli diedero l'opportunità di interpretare un'ampia varietà di ruoli. Intraprese tournée con musical come The King and I, Kiss Me, Kate, Camelot e The Music Man, e drammi come Piccola Alice. Interpretò Jigger in una rappresentazione televisiva della ABC di Carousel e apparve in una produzione della CBS Playhouse, Dear Friends.
Nel 1967, Roberts recitò nella sontuosa, ma di breve durata, produzione di David Merrick di Mata Hari, diretta da Vincente Minnelli. Lo spettacolo ebbe un'anteprima tormentata e molto pubblicizzata a causa di problemi tecnici derivanti dalla mancanza di tempo per le prove al National Theatre di Washington, DC. "Ciò che è stato offerto alla gente di Washington è stata una prova generale. David Merrick ha parlato al pubblico in anticipo avvertendoli in tal senso."  I problemi sono stati corretti dalla serata di apertura ufficiale, quando lo spettacolo ha ricevuto buone recensioni per Roberts, colonna sonora e testi, scenografia e costumi, ma scarse recensioni per il suo co-protagonista e altri aspetti della produzione. Tuttavia, si pensava che lo spettacolo avesse il potenziale per continuare a Broadway. " Mata Hari è stato uno spettacolo con una grande storia, due personaggi affascinanti e qualche disordine aggiunto che avrebbe potuto essere facilmente sistemato da chiunque tranne Vincente Minnelli". Ma Merrick, "invece di portare qualcuno a fare le pulizie ha chiuso la produzione".
Nel 1972, tornò a Broadway e andò in tournée con Ingrid Bergman in Conversione di Captain Brassbound, in cui interpretò il ruolo del protagonista. "Particolarmente utile è Pernell Roberts nel ruolo del protagonista... Questo attore è un protagonista robusto e non poco divertente e possa la sua apparizione come co-protagonista di Bergman essere ricompensata oltre Bonanza ."
Nel 1973 fu candidato per un Joseph Jefferson Award per la sua interpretazione in Welcome Home all'Ivanhoe Theatre di Chicago. Lo stesso anno recitò nel ruolo di Rhett Butler al fianco di Lesley Ann Warren, in un'altra produzione importante, Via col vento, al Chandler Pavilion di Los Angeles, ottenendo ancora una volta buone recensioni personali, in uno spettacolo che per il resto ebbe pochi consensi.
Nel 1963, mentre faceva ancora parte del cast di Bonanza, recitò ne La notte dell'iguana. I suoi crediti teatrali aggiuntivi dopo Bonanza includono La ragazza del quartiere, L'incredibile Murray - L'uomo che disse no, Qualcuno volò sul nido del cuculo, Tutti i mercoledì e The Sound of Music, nel ruolo del capitano von Trapp.
Nel 1979, raggiunse nuovamente lo status di "superstar" come protagonista della serie Trapper John (1979-1986), ottenendo una candidatura agli Emmy nel 1981. Roberts dichiarò a TV Guide nel 1979 che  scelse di tornare alla televisione dopo aver visto l'età di suo padre e rendendosi conto che era un momento vulnerabile per restare senza sicurezza finanziaria. "Lo spettacolo ha permesso a Roberts di utilizzare la sua gamma drammatica e di affrontare determinati problemi", scrisse The Independent.
Del periodo tra le serie, disse che gli piaceva muoversi e interpretare personaggi diversi. Durante quel periodo, condusse girò  seminari sulla produzione teatrale, la recitazione e la poesia, in vari campus universitari.
Nel 1980 si riunì con l'ex co-protagonista di Bonanza, Lorne Greene, per due episodi di Vega$. Nel 1988 recitò insieme a Milla Jovovich nel film TV L'ultimo treno per Kathmandu. Interpretò il ruolo di Hezekiah Horn nell'episodio di I ragazzi della prateria, "Requiem for a Hero", per il quale vinse un 
Western Heritage Award nel 1991.
Nelle interviste, aveva descritto la televisione come un "mezzo per registi e tagliatori di film", ma lui stesso era stato descritto come un "attore televisivo nato........ basso".
Negli anni '80 e '90, interpretando il personaggio di Trapper John, Roberts agì come portavoce televisivo per Ecotrin, una marca di compresse analgesiche. I suoi ruoli da allora inclusero Donor (1990) con Melissa Gilbert e Checkered Flag (1990). Apparve come capitano delle squadre della CBS per Battle of the Network Stars 11 e 12.
Fu narratore di documentari, tra cui l'episodio del National Geographic, "Alaska, The Great Land" nel 1965, "In the Realm of the Alligator" nel 1986, lo speciale televisivo Code One sul lavoro dei paramedici nel 1989 e "The Mountain Men" puntata di History Channel, 1999
Dal 1991 al 1993 prestò la sua voce per ospitare e narrare la serie antologica televisiva, FBI: The Untold Stories. Fece la sua ultima apparizione televisiva nel 1997 in un episodio di Detective in corsia, riproponendo un personaggio di Mannix che aveva interpretato decenni prima.
Dopo la morte di tutti i suoi ex co-protagonisti di Bonanza, Roberts si definì scherzosamente "Pernell, l'ultimo, Roberts." Leggeva Bonanza Gold Magazine, che, a detta sua, era come guardare un vecchio album di famiglia, e dichiarò di guardare le repliche di Bonanza quando voleva vedere vecchi amici.

## Vita privata
Si sposò quattro volte, prima nel 1951 con Vera Mowry — professoressa di storia del teatro alla Washington State University e successivamente all'Hunter College, nonché professoressa emerita del programma di dottorato in teatro all'Università della Città di New York  — dalla quale ebbe il suo unico figlio, Jonathan Christopher "Chris" Roberts. Roberts e la sua prima moglie in seguito divorziarono. Chris Roberts frequentò il Franconia College. Morì in un incidente motociclistico nel 1989.
Nel 1962 sposò Judith Anna LeBrecque il 15 ottobre 1962, da cui divorziò nel 1971. Successivamente sposò Kara Knack nel 1972, divorziando nel 1996.
Al momento della sua morte per tumore al pancreas il 24 gennaio 2010, era sposato con Eleanor Criswell.

## Filmografia

### Cinema
- Desiderio sotto gli olmi (1958)
- La legge del più forte (1958)
- L'albero della vendetta (1959)
- Il mattatore di Hollywood (1961) - cameo (non accreditato)
- The Silent Gun (1969, film TV)
- Four Rode Out (1970)
- The Kashmiri Run (1970)
- The Bravos (1972, film TV)
- Adventures of Nick Carter (1972 film TV)
- Assignment: Munich (1972, film TV)
- Dead Man on the Run (1975, film TV)
- The Deadly Tower (1975, film TV)
- The Lives of Jenny Dolan (1975, film TV)
- Paco (1976)
- Charlie Cobb: Nice Night for a Hanging (1977 film TV)
- La più bella avventura di Lassie (1978)
- The Immigrants (1978, film TV)
- The Night Rider (1979, film TV)
- Hot Rod (1979, film TV)
- High Noon, Part II: The Return of Will Kane (1980, film TV)
- Incident at Crestridge (1981, film TV)
- Desperado (1987, film TV)
- The Night Train to Kathmandu (1988, film TV)
- Perry Mason: Campioni senza valore (Perry Mason: The Case of the All-Star Assassin) – film TV (1989)
- Donor (1990, film TV)
- Checkered Flag (1990)

### Televisione
- Sugarfoot – serie TV, episodi 1x07-1x12 (1957-1958)
- Have Gun - Will Travel – serie TV, episodio 1x31 (1958)
- General Electric Theater – serie TV, episodio 6x26 (1958)
- Indirizzo permanente (77 Sunset Strip) – serie TV, episodio 1x28 (1959)
- Cimarron City – serie TV, episodio 1x23 (1959)
- Bonanza – serie TV, 202 episodi (1959-1965)
- Alcoa Presents: One Step Beyond – serie TV, episodio 1x10 (1959)
- I detectives (The Detectives) – serie TV, episodio 1x16 (1960)
- Agenzia U.N.C.L.E. (The Girl from U.N.C.L.E.) – serie TV, episodio 1x13 (1966)
- Il virginiano (The Virginian) – serie TV, 2 episodi (1966-1971)
- Gunsmoke – serie TV, 2 episodi (1957-1967)
- Selvaggio west (The Wild Wild West) – serie TV, episodio 3x02 (1967)
- La grande vallata (The Big Valley) – serie TV, 2 episodi (1967-1968)
- Lancer – serie TV, episodio 2x08 (1969)
- Hawaii Squadra Cinque Zero (Hawaii Five-0) – serie TV, 2 episodi (1971)
- Ellery Queen – serie TV, episodio 1x07 (1975)
- Cannon – serie TV, episodio 5x17 (1976)
- Le strade di San Francisco (The Streets of San Francisco) – serie TV, episodio 5x21 (1977)
- Barnaby Jones – serie TV, episodio 5x13 (1977)
- Vega$ – serie TV, 3 episodi (1978-1980)
- Trapper John (Trapper John, M.D.) – serie TV, 151 episodi (1979-1986)
- Love Boat (The Love Boat) – serie TV, 2 episodi (1980)
- Un detective in corsia (Diagnosis: Murder) – serie TV, 2 episodi (1994-1997)

## Doppiatori italiani
Nelle versioni in italiano delle opere in cui ha recitato, Pernell Roberts è stato doppiato da:
- Rodolfo Baldini in Bonanza
- Giorgio Bandiera in Ellery Queen
- Vittorio Di Prima in Trapper John
- Sandro Iovino in Perry Mason: Campioni senza valore